# 戴克明
戴克明（1919年—1986年），男，湖北黄安人，中华人民共和国军事人物，中国人民解放军少将，曾任湖北省军区副司令员。

## 家族
堂兄戴克林。